# Paradiski
Paradiski je lyžařské středisko v údolí Tarentaise nabízející nepřetržité lyžování mezi středisky Les Arcs, Peisey-Vallandry a La Plagne. Oblast je propojena od roku 2003 lanovkou Vanoise Express. V celé oblasti je 160 vleků a lanovek a 425 km sjezdovek. 152 modrých/zelených (lehkých) tratí, 79 červených (středních) a 22 černých (těžkých) tratí.
Paradiski je závislé na lanovce Vanoise Express. Z důvodu bezpečnostní kontroly byla tato lanovka v sezóně 2007/2008 uzavřena a znovu otevřena v sezóně 2008/2009. Lanovka poskytuje rychlé a efektivní spojení mezi 2 částmi Paradiski
V údolí Tarentaise je obrovská konkurence světově nejlepších lyžařských středisek. Mezi nejznámější patří např. Les Trois Vallées (Val Thorens, Meribel, Courchevel, atd.) Espace Killy (Val d’Isére, Tignes). Týdenní permanentka Paradiski dává možnost 1 dne lyžování v jiném středisku údolí Tarentaise.